# Miejsca pamięci w gminie Brańszczyk
Miejsca pamięci w gminie Brańszczyk
Na terenie gminy Brańszczyk, w powiecie wyszkowskim województwa mazowieckiego znajduje się szereg miejsc pamięci ważnych wydarzeń, śmierci, walk i męczeństwa uwiecznionych pomnikami, drzewami pamięci, tablicami pamiątkowymi lub grobami.
Poniższa tabela przedstawia zestawienie większości miejsc pamięci znajdujących się na terenie gminy:
| Nr  | Miejscowość/sołectwo | Lokalizacja                                                                       | Współrzędne                                                                                   | Nazwa | Forma              | Opis | Przypis   | Zdjęcie |
| 1.  | Brańszczyk           | plac przed kościołem Wniebowzięcia NMP                                            | 52°37′37,3″N 21°35′06,3″E/52,627028 21,585083                                                 | „Uczestnikom powstania styczniowego z parafii Brańszczyk” | krzyż z daszkiem   | na krzyżu znajduje się tablica upamiętniająca powstańców styczniowych                                                                |           |         |
| 2.  | Brańszczyk           | plac przed kościołem Wniebowzięcia NMP                                            | 52°37′38,2″N 21°35′04,8″E/52,627278 21,584667                                                 | Dąb „Karol” na pamiątkę odejścia do Domu Ojca papieża Jana Pawła II 2.04.2005 | dąb pamięci        | dąb upamiętniający śmierć papieża Jana Pawła II                                                                                      |           |         |
| 3.  | Brańszczyk           | plac przed kościołem Wniebowzięcia NMP                                            | 52°37′38,2″N 21°35′05,1″E/52,627278 21,584750                                                 | Dąb „Lech” na pamiątkę ofiar 10.04.2010 z Prezydentem Lechem Kaczyńskim | dąb pamięci        | dąb upamiętniający śmierć ofiar katastrofy smoleńskiej, w tym prezydenta Lecha Kaczyńskiego                                          |           |         |
| 4.  | Brańszczyk           | plac przed kościołem Wniebowzięcia NMP                                            | 52°37′37,8″N 21°35′06,5″E/52,627167 21,585139                                                 | Dąb „Stanisław” na pamiątkę 100 rocznicy nominacji 1 Prezesa Sądu Najwyższego Stanisława Pomian-Srzednickiego, Brańszczyk, 25.08.2017[?]                                          | dąb pamięci        | dąb upamiętniający 100. rocznicę nominacji Stanisława Pomian-Srzednickiego na Pierwszego Prezesa Sądu Najwyższego                    |           |         |
| 5.  | Brańszczyk           | cmentarz parafialny                                                               | 52°37′39,8″N 21°34′11,4″E/52,627722 21,569833                                                 | „Polsko wspomnij tu o nas, wszak myśmy z twego zrobili nazwiska pacierz, co płacze i piorun, co błyska”                                                                           | grób               | mogiła zbiorowa 7 żołnierzy 20 Pułku Piechoty z 1920 roku                                                                            | (poz. 1)  |         |
| 6.  | Brańszczyk           | cmentarz parafialny                                                               | 52°37′39,6″N 21°34′13,0″E/52,627667 21,570278                                                 | grób Stanisława Kulasińskiego | grób               | Stanisław Kulasiński został zamordowany przez NKWD w nocy z 13 na 14 kwietnia 1940 roku w Twerze                                     |           |         |
| 7.  | Brańszczyk           | cmentarz parafialny                                                               | 52°37′39″N 21°34′17″E/52,627500 21,571389 (przybl.)                                           | „Tu spoczywają żołnierze Wojska Polskiego polegli w obronie Ojczyzny we wrześniu 1939 roku w okolicach Brańszczyka”                                                               | grób               | mogiła zbiorowa 40 (56) znanych z nazwiska 20                                                                                        | (poz. 1)  |         |
| 8.  | Brańszczyk           | cmentarz parafialny                                                               | 52°37′39″N 21°34′17″E/52,627500 21,571389 (przybl.)                                           | grób kpt. Piotra Kulasińskiego | pomnik             | kpt. Piotr Kulasiński ps. Adam, Walter, Bicz, żołnierz NOW-AK-NZW, zamordowany przez UB, działacz narodowy, nauczyciel konspiracyjny | (poz. 9)  |         |
| 9.  | Brańszczyk           | skrzyżowanie ul. Jana Pawła II z ul. Nadbużną                                     | 52°37′41″N 21°35′10″E/52,628056 21,586111 (przybl.)                                           | „Poległym ofiarom, żołnierzom i ludności cywilnej podczas II wojny światowej” | pomnik             | | (poz. 8)  |         |
| 10. | Brańszczyk           | przy ul. Nadbużnej                                                                | 52°37′34″N 21°36′31″E/52,626111 21,608611 (przybl.)                                           | pomnik ku czci ks. Zygmunta Ziemińskiego | pomnik             | ksiądz Ziemiński, wikariusz parafii Brańszczyk, spłonął w tym miejscu w samochodzie 28 maja 1982 roku                                |           |         |
| 11. | Dalekie-Tartak       | przy torach linii kolejowej Tłuszcz–Ostrołęka                                     | 52°41′46,6″N 21°30′16,9″E/52,696278 21,504694                                                 | mogiła nieznanego żołnierza z II wojny światowej | grób               | |           |         |
| 12. | Poręba Średnia       | na zewnętrznej ścianie kościoła                                                   | 52°41′13″N 21°41′47″E/52,686944 21,696389                                                     | Żołnierzom Armii Krajowej walczącym w Puszczy Białej Obwodu Ostrów Mazowiecka Kryptonim „Opocznik” 13 pułku piechoty AK poległym i pomordowanym przez okupanta w latach 1939–1945 | tablica pamiątkowa | | (poz. 1)  |         |
| 13. | Poręba Średnia       | na zewnętrznej ścianie kościoła                                                   | 52°41′13″N 21°41′47″E/52,686944 21,696389                                                     | Mjr Dobrzańskiemu „Hubali” i jego żołnierzom na pamiątkę postoju 26 września 1939 r. (cytat dosłowny)                                                                             | tablica pamiątkowa | | (poz. 2)  |         |
| 14. | Poręba Średnia       | w kościele                                                                        | 52°41′12,6″N 21°41′46,7″E/52,686833 21,696306                                                 | Dnia 5.04.1944 r. polegli w gajówce Udrzyn – walcząc z Niemcami w obronie radiostacji żołnierzom III Bat. 13 PP AK „Obwodu Ostrów Mazowiecka” – „Opocznik”                        | tablica pamiątkowa | | (poz. 3)  |         |
| 15. | Poręba Średnia       | obok kościoła                                                                     | 52°41′13″N 21°41′47″E/52,686944 21,696389 (przybl.)                                           | Bojownikom o wolność w 1863. 12.11.1986. Honor i Ojczyzna Pułk. Kordowi Frycze komendantowi Puszczy Białej i jego podkomendantom                                                  | pomnik (kaplica)   | | (poz. 5)  |         |
| 16. | Poręba Średnia       | cmentarz parafialny                                                               | 52°41′09″N 21°40′55″E/52,685833 21,681944 (przybl.)                                           | Śp Porucznik Edmund Baszko „Ster” oficer do zleceń specjalnych III Bat. 13 PP AK i WIN Poległ w walce o wolność ojczyzny 25.10.1945 r.                                            | pomnik             | | (poz. 10) |         |
| 17. | Poręba Średnia       | Cmentarz parafialny                                                               | 52°41′09″N 21°40′55″E/52,685833 21,681944 (przybl.)                                           | | grób               | mogiła indywidualna | (poz. 2)  |         |
| 18. | Trzcianka            | przy drodze krajowej nr 8                                                         | 52°38′45″N 21°32′54″E/52,645833 21,548333 (przybl.)                                           | | grób               | mogiła zbiorowa 2 żołnierzy z 1920 roku                                                                                              | (poz. 2)  |         |
| 19. | Trzcianka            | na terenie szkoły podstawowej                                                     | 52°38′47″N 21°32′32″E/52,646389 21,542222 (przybl.)                                           | Por. Piotrowi Kulasińskiemu 11.08.1914 – 05.11.1946r. Nauczycielowi, budowniczemu szkoły w latach 1945–1946, żołnierzowi NOW i AK w 45. rocznicę śmierci z rąk UB                 | pomnik             | | (poz. 7)  |         |
| 20. | Trzcianka            | w lesie, przy Natalińskiej Drodze (na odcinku Dalekie-Tartak – Leszczydół-Nowiny) | 52°39′31,0″N 21°29′29,7″E/52,658611 21,491583                                                 | W tym miejscu 23.VI.1944 r. zostali zamordowani przez okupantów niemieckich żołnierze AK                                                                                          | pomnik             | miejsce śmierci 11 żołnierzy o podanych nazwiskach oraz dwóch nieznanych                                                             |           |         |
| 21. | Udrzyn               | gajówka                                                                           |                                                                                               | Dnia 5.04.1944 r. polegli w gajówce Udrzyn – walcząc z Niemcami w obronie radiostacji żołnierzom III Bat. 13 PP AK „Obwodu Ostrów Mazowiecka” – „Opocznik”                        | pomnik             | | (poz. 4)  |         |
| 22. | Udrzynek             | w lesie                                                                           | 52°40′17,0″N 21°39′41,4″E/52,671389 21,661500 i 52°40′11,8″N 21°39′42,1″E/52,669944 21,661694 | Uroczysko „Mękaliny Pieńkosów”: W hołdzie Stanisławowi Pieńkosowi i rodzinie pomordowanym przez hitlerowców dnia 25.12.1943 r. – miejsce zbiorowego mordu                         | pomnik             | dwa pomniki znajdują się po obu stronach drogi Udrzynek-Knurowiec                                                                    | (poz. 6), |         |